# Baila Marjanka
Baila (Belà) Marjanka, dite Laure, (née le 23 février 1911 à Brzezini et morte le 11 mars 1993 à Paris, 12e arrondissement) est une ouvrière communiste, engagée dans la Résistance durant la Seconde guerre mondiale, elle est agent de liaison chez les Francs-tireurs et partisans (FTP). Arrêtée, elle est internée à Drancy puis déportée à Auschwitz par le convoi n° 66. Elle est parmi les rares survivants de ce camp, libérée le 27 janvier 1945.

## Biographie
Rywka Baila Kersz (ou Bajla ou Belà) est née le 23 février 1911 en Pologne, à Brzezini. Elle est la fille de Kiersz et Fajga Goldenberg. Elle fait des études en Pologne et obtient le brevet supérieur.
Elle épouse Paris,, Lejbus (Léon) Marjanka, né le 15 janvier 1910 près de  Varsovie, et ils ont un enfant vers 1934. En 1935, elle vit à Paris 12 rue de la Petite-Pierre dans le 11e arrondissement de Paris.
La nationalité française lui est attribuée par décret du 29 septembre 1935. L'acte de naturalisation ne mentionne ni son mari, ni son enfant  . 
À partir de septembre 1939 , elle travaille comme ouvrière sur machine chez Citroën.
Le 3 octobre 1940, le gouvernement de Vichy, promulgue un statut des juifs, renforcé le 2 juin 1941. Les Juifs doivent notamment se faire recenser, ce que fait Bajla Marjanka. Une ordonnance allemande du 29 mai 1942 rend obligatoire le port de « L’Étoile Juive » à compter du dimanche 7 juin 1942. Cette fois, Belà Marjanka n'obtempère pas.
D'après le dictionnaire biographie Maitron, Baila Marjanka a des activités communistes durant l'occupation qui font l'objet de plusieurs rapports des Renseignements généraux.
Elle est sollicitée par un membre du Front national de lutte pour l’indépendance de la France. Elle devient agent de liaison et quitte son domicile pour entrer en clandestinité. Entre avril et juillet 1943, son logement 12 rue de la Petite-Pierre est perquisitionné par la police allemande qui pose des scellés sur la porte d’entrée,.
Le 1er (ou le 2, selon les sources) octobre 1943 des inspecteurs de la Brigade spéciale 1 de la Préfecture de police l’arrêtent à proximité de la station de métro Tolbiac, ainsi que 7 autres responsables FTP. Ils sont remis quelques jours plus tard à la Brigade spéciale 2 chargée de la répression des activités terroristes. D'autres arrestations suivent et, à la fin du mois d'octobre, un pan entier de l'organisation FTP parisienne est démantelée,.
On trouve sur Baila Marjanka divers documents, dont une fausse carte d'identité au nom de Marjanka née Maria Lopez, le 23 février 1911 à Saint-Juan (Espagne), et d'une liste de rendez-vous. Elle déclare : « Depuis la fin 1942 je réside illégalement chez différentes personnes, dont je me refuse à vous faire connaître les noms et adresses. J’ai quitté mon domicile légal pour me soustraire à un éventuel ramassage des femmes et enfants juifs ». Elle indique également que son enfant est placé.e chez des fermiers dont elle refuse de révéler l'adresse. Elle refuse également de donner des informations pouvant impliquer d'autres personnes.
Elle est incarcérée à la prison de Fresnes puis internée sous le matricule 11142 au camp de Drancy du  2 octobre 1943 au 19 janvier 1944. Le 20 janvier 1944, Baila Marjanka fait partie du convoi n° 66 au départ de la gare de Drancy à destination d’Auschwitz. 1155 hommes et femmes sont entassés dans les wagons de marchandises, 864 d'entre eux sont gazés dès l’arrivée au camp, d'autres subissent le même sort plus tard. L’armée Soviétique libère le camp le 27 janvier 1945, seuls 55 déportés ont survécu dont 15 femmes. Parmi eux, Baila Marjanka.
D'après le Centre de documentation du Mémorial de la Shoah, elle retrouve, à la libération, son époux Léon (Lejbus) Marjanka, déporté triangle rouge à Buchenwald  et leur fille Yvonne.
Elle décède à Paris le 11 mars 1993,.

## Hommages
Baila Marjanka est homologuée Résistance intérieur française (RIF) et Déportée internée résistante (DIR), sous le nom de Kersz épouse Marjanka Bella.
Le nom de Baila Marjanka est inscrit sur le mur du Mémorial de la Shoah, dalle n° 27, colonne n° 9, rangée n° 3.